# 科羅莫 (馬里)
科羅莫（法語：Koromo），是馬里的城鎮，位於該國南部，由錫卡索區的庫蒂亞拉省負責管轄，面積263平方公里，海拔高度315米，2009年人口10,890，人口密度每平方公里41人。